# Voitto Köykkä
Voitto Aleksi Köykkä (ur. 9 lipca 1999 w Mänttä-Vilppula) – fiński siatkarz, reprezentant Finlandii, grający na pozycji libero. 
Jego ojciec też grał w siatkówkę. Voitto zaczął grać w siatkówkę, gdy miał 8 lat. Uprawiał lekkoatletykę, rzut oszczepem i skok w dal.

## Sukcesy klubowe
Mistrzostwa Finlandii Juniorów:
- 2017[7]

Liga fińska:
- 2022[8]

## Sukcesy reprezentacyjne
Srebrna Liga Europejska:
- 2022[9]

Złota Liga Europejska
- 2025[10]

## Udział siatkarza w pozostałych międzynarodowych turniejach w reprezentacji Finlandii
Mistrzostwa Europy Kadetów:
- 8. miejsce 2017[11]

Mistrzostwa Europy:
- 11. miejsce 2021[12]
- 19. miejsce 2023[13]

Złota Liga Europejska:
- 6. miejsce 2023[14]
- 7. miejsce 2024[15]